# Anacanthobatis folirostris
'Anacanthobatis folirostris là một loài cá đuối trong họ Anacanthobatidae.